# Igors Miglinieks
Igors Miglinieks (Riga, 4 maggio 1964) è un ex cestista e allenatore di pallacanestro lettone, fino al 1991 sovietico.

## Carriera
Con l'Unione Sovietica ha disputato i Giochi olimpici di Seul 1988.
Con la Squadra Unificata ha disputato i Giochi olimpici di Barcellona 1992.
Da allenatore ha guidato la Lettonia ai Campionati europei del 1997.

## Palmarès
- Campionato sovietico: 1

CSKA Mosca: 1987-88